# 플라스크

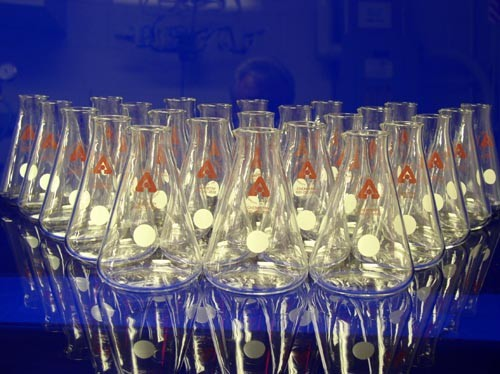

플라스크(영어: flask)는 시료를 담고 실험을 하기 위한 초자이다. 유리, 플라스틱, 테플론 등 다양한 재료로 만들어지며, 형태에 따라 삼각 플라스크(Erlenmeyer Flask), 둥근 바닥 플라스크(Round Bottom Flask: RBF) 등으로 구분된다.